# Ukraińskie gimnazjum akademickie we Lwowie
Ukraińskie akademickie gimnazjum we Lwowie – najstarsze ukraińskie gimnazjum w Galicji, utworzone we Lwowie rozporządzeniem Józefa II 24 października 1784, wraz z józefińskim Uniwersytetem Lwowskim, i stanowiące jego integralną część.
Gimnazjum było kontynuacją tzw. akademickiego gimnazjum jezuitów (działającego od 1591), oraz następnie cesarsko-królewskiego gimnazjum państwowego (od 1774) i terezjańskiego królewskiego gimnazjum państwowego (od 1776). Absolwenci gimnazjum mieli zagwarantowany wstęp na studia na Uniwersytecie bez egzaminów wstępnych.
Językiem wykładowym do 1849 była łacina, później język niemiecki z dodatkową łaciną. Od 1867 wprowadzono język ukraiński jako wykładowy w czterech klasach początkowych, a od 1874 we wszystkich klasach.
W 1906 szkołę rozdzielono na szkołę główną i filię (w roku szkolnym 1913/1914 szkoła liczyła w sumie 1100 uczniów). W 1932, w związku z reformą systemu szkolnego (tzw. reforma jędrzejewiczowska) szkoła przeszła reorganizację i została podzielona na 4-klasowe gimnazjum i trzy 2-letnie licea. Od 1933 przyjmowano do szkoły również dziewczęta.
Większość uczniów gimnazjum należała do Płastu, w latach 20. i 30. XX wieku w starszych klasach szkoły działały młodzieżowe komórki nielegalnych: Ukraińskiej Organizacji Wojskowej i Organizacji Ukraińskich Nacjonalistów.
25 lipca 1934 dyrektor gimnazjum Iwan Babij padł ofiarą zamachu zorganizowanego przez Organizację Ukraińskich Nacjonalistów. Zabójstwo potępił w specjalnym liście pasterskim zaprzyjaźniony z zamordowanym arcybiskup Andrzej Szeptycki.
Po agresji ZSRR na Polskę, okupacji Lwowa 22 września 1939 przez Armię Czerwoną i aneksji przez ZSRR władze sowieckie przekształciły gimnazjum w Szkołę Średnią nr 1. Podczas okupacji niemieckiej w latach 1941–1944 działało ponownie jako gimnazjum ukraińskie.
Dyrektorami szkoły byli m.in.: Franz Graf (1806), Łukasz Baraniecki (niem. wie vorne, m.in. w 1846), o. Wasyl Ilnycki, Edward Charkewycz, Іlja Kokorudz, Mykoła Sabat, Seweryn Łeszczij, Denys Łukijanowycz, Iwan Babij.
W Gimnazjum Akademickim wykładali między innymi: Iwan Boberski, Julijan Cełewycz, Anatol Wachnianin, Mychajło Wozniak, Mychajło Hałuszczynski, Iwan Ziłyński, Ilja Kokorudz, Fiłaret Kołessa, Myron Korduba, Iwan Krypjakewycz, Stanisław Ludkewycz, Wasyl Łaba, Оmelan Ohonowski, Jurij Polanski, Ołena Stepaniw, Jarosław Hordynski, Myron Zarycki, Hawryło Kostelnyk, Wołodymyr Radzykewycz, Iwan Rakowski, Julijan Romanczuk, Mychajło Terszakoweć, Stepan Tomasziwski, Ołeksandr Tysowski, Hryhorij Cehłynski, Stepan Szach, Filip Diaczan i inni.
Absolwentami gimnazjum byli między innymi: Jewhen Konowalec, Anatol Kurdydyk, Iwan Kedryn-Rudnycki, Roman Szuchewycz, Jurij Łopatynski, Roman Suszko, Wasyl Kuczabski, Myron Korduba, Jewhen Petruszewycz, Wołodymyr Janiw, Petro Franko, Iwan Boberski, Wołodymyr Sterniuk, Iwan Krypjakewycz, Hans Koch, Konstanty Srokowski, Kyryło Studynski, Iwan Łysiak-Rudnycki, Mykoła Łebed´ i inni.
Po ponownej okupacji Lwowa przez Armię Czerwoną w lipcu 1944 władze USRR przekształciły jeszcze raz gimnazjum akademickie w zwykłą średnią szkołę ogólnokształcącą. Gimnazjum reaktywowano w 1992, po deklaracji niepodległości Ukrainy. Szkoła ma obecnie ścisłe związki z Politechniką Lwowską.

## Literatura
- Енциклопедія українознавства. T. 1. Lwów, 1993, s. 33. (ukr.)